# Subdivision de la Thaïlande
En 1894, sous le règne du roi Rama V (règne 1868-1910), également connu sous le nom de Chulalongkorn, le prince Damrong se vit confier la réforme de l'administration territoriale du royaume de Siam (aujourd'hui la Thaïlande).
Le résultat fut un découpage selon une hiérarchie en arborescence, dont les niveaux sont, en partant du plus petit :
- Le muban ou village,
- Le tambon ou commune,
- L' amphoe ou district,
- La changwat ou province,
- Le monthon ou région - niveau supprimé en 1933.